# Franz Xaver Weiss
Franz Xaver Weiss (geboren 18. April 1885 in Wien, Österreich-Ungarn; gestorben 19. März 1956 in Orpington, Kent) war ein österreichisch-tschechoslowakischer Wirtschaftswissenschaftler.

## Leben
Franz Xaver Weiss’ Vater war Kaufmann und zog von Budapest nach Wien. Weiss besuchte dort die Volksschule, das Gymnasium und studierte an der Rechts- und Staatswissenschaftlichen Fakultät der Universität Wien bei Eugen Böhm von Bawerk und Friedrich von Wieser. Im Jahr 1909 wurde er mit der Dissertation Die moderne Tendenz in der Lehre vom Geldwert promoviert. Er leistete seinen juristischen Vorbereitungsdienst am Landgericht Wien und arbeitete als Hilfskraft an der Universität Wien. Ab 1913 arbeitete er als Sekretär bei der Wiener Kaufmannschaft. Weiss war von 1914 bis 1918 Soldat im Ersten Weltkrieg. 1924/25 gab er einzelne Schriften Boehm-Bawerks heraus und erwarb 1926 mit der Habilitationsschrift Produktionsumwege und Kapitalzins die venia legendi an der Wiener Universität. 1926 erhielt er einen Ruf auf den Lehrstuhl für Nationalökonomie der Deutschen Technischen Hochschule Prag und folgte dort auf den nach Graz berufenen Hans Mayer.
Da er die österreichische Staatsbürgerschaft verlor, beantragte er die tschechoslowakische Staatsbürgerschaft. Er erhielt 1930 den Lehrstuhl für Politische Ökonomie und Finanzwissenschaft der Deutschen Universität Prag. 1933/34 hatte er das Amt des Dekans der Rechts- und Staatswissenschaftlichen Fakultät der Universität inne. Weiss setzte sich für die Berufung Hans Kelsens ein, der nach der Machtübergabe an die Nationalsozialisten 1933 den Lehrstuhl an der Kölner Universität verlor. In Prag versuchten die deutsch-nationalen Studenten dies zu verhindern und riefen zum Boykott der Vorlesungen von Weiss auf. Im Herbst 1938 wurde Weiss von den tschechoslowakischen Behörden aus Opportunismus gegenüber dem Druck aus dem antisemitischen Deutschen Reich gezwungen, seine Lehr- und Prüfungstätigkeit aufzugeben. Im Februar 1939, also kurz vor der Zerschlagung der Tschechoslowakei erhielt er einen halbjährigen bezahlten Urlaub, den er für einen Forschungsaufenthalt in Großbritannien nutzte, er blieb dann mit seiner Familie dort.
Nach Kriegsende beantragte er die Restitution seines von den Deutschen beschlagnahmten Vermögens, was die nunmehr wieder tschechoslowakischen Behörden wegen seiner deutschen Volkszugehörigkeit ablehnten.
Von Weiss sind keine größeren Arbeiten und keine Monografie bekannt, er veröffentlichte circa 30 Aufsätze und schrieb einige Artikel für die dritte Auflage des Handwörterbuchs der Staatswissenschaften, er war von 1921 bis 1925 Schriftleiter der Zeitschrift für Volkswirtschaft und Sozialpolitik und gab die kleineren Schriften des von ihm verehrten Böhm-Bawerk heraus. In den 1920er und 1930er Jahren veröffentlichte Weiss mehrere Beiträge zur Werttheorie, zur Grundrente sowie über das Wertproblem. Weiss stellte die von Ludwig von Mises vertretene Auffassung, dass Liberalismus und subjektivistische Werttheorie in natürlicher Weise zusammengehörten, in Frage.

## Schriften (Auswahl)

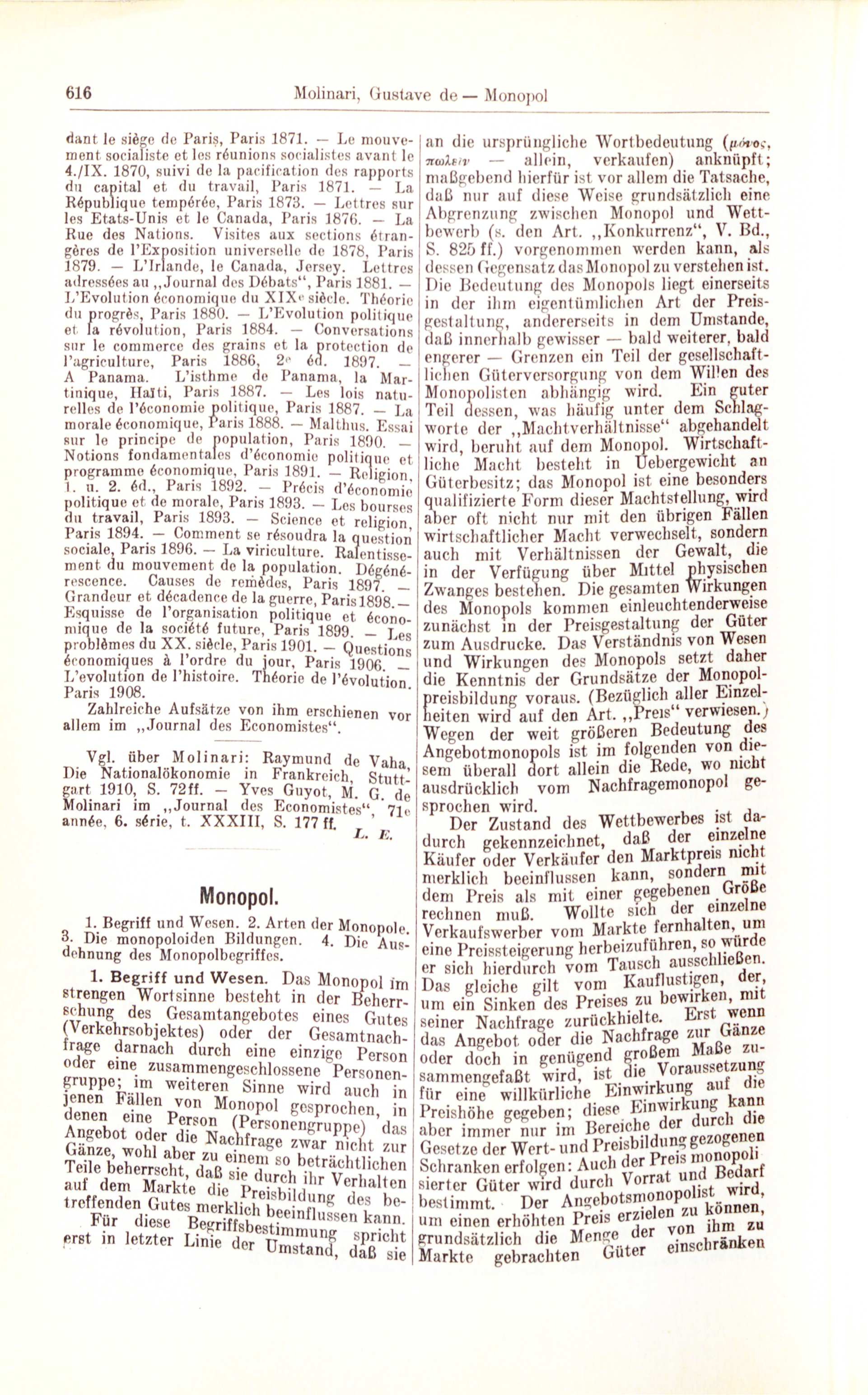
Anfang des Artikels Monopol. In: Handwörterbuch der Staatswissenschaften. 1925

- Die moderne Tendenz in der Lehre vom Geldwert. In: Zeitschrift für Volkswirtschaft, Sozialpolitik und Verwaltung. Band 19, Wien/Leipzig 1910, S. 502–560.
- Zur zweiten Auflage von Carl Mengers Grundsaetzen (1924)
- als Hrsg.: Gesammelte Schriften von Eugen Boehm-Bawerk. Band 1, 1924.
- als Hrsg.: Gesammelte Schriften von Eugen Boehm-Bawerk. Band 2, 1925.
- Neuere Ricardo-Kritik. In: Zeitschrift für Volkswirtschaft, Sozialpolitik und Verwaltung. 1927.
- Die Grundrente im System der Nutzwertlehre. In: Wirtschaftstheorie der Gegenwart. Band 3, 1928.
- Redner- und Diskussionsbeitrag zur muendlichen Aussprache ueber die Wertlehre im theoretischen Ausschuß des Vereins fuer Sozialpolitik (1933)